# Film austriaci proposti per l'Oscar al miglior film straniero
Nel corso degli anni, alcuni film austriaci sono stati candidati al Premio Oscar nella categoria miglior film straniero.
L'Austria ha vinto in totale 2 statuette e ha avuto 2 nomination.
| Anno | Film                                                                 | Regia                            | Risultato     |
| ---- | -------------------------------------------------------------------- | -------------------------------- | ------------- |
| 1962 | Jedermann                                                            | Gottfried Reinhardt              | Non candidato |
| 1970 | Moos auf den Steinen                                                 | Georg Lhotsky                    | Non candidato |
| 1978 | Ich will leben                                                       | Jörg A. Eggers                   | Non candidato |
| 1980 | Geschichten aus dem Wienerwald                                       | Maximilian Schell                | Non candidato |
| 1981 | Inferno e passione (Egon Schiele – Exzess und Bestrafung)            | Herbert Vesely                   | Non candidato |
| 1982 | Der Bockerer                                                         | Franz Antel                      | Non candidato |
| 1984 | Die Letzte Runde                                                     | Peter Patzak                     | Non candidato |
| 1985 | Dicht hinter der Tür                                                 | Mansur Madavi                    | Non candidato |
| 1986 | Malambo                                                              | Milan Dor                        | Non candidato |
| 1987 | '38 (38 – Auch das war Wien)                                         | Wolfgang Glück                   | Candidato     |
| 1988 | Wohin und zurück - Welcome in Vienna                                 | Axel Corti                       | Non candidato |
| 1989 | Das Weite Land                                                       | Luc Bondy                        | Non candidato |
| 1990 | Il settimo continente (Der Siebente Kontinent)                       | Michael Haneke                   | Non candidato |
| 1991 | Requiem für Dominik                                                  | Robert Dornhelm                  | Non candidato |
| 1992 | I Love Vienna                                                        | Houchang Allahyari               | Non candidato |
| 1993 | Benny's Video                                                        | Michael Haneke                   | Non candidato |
| 1994 | Indien                                                               | Paul Harather                    | Non candidato |
| 1995 | Ich Gelobe                                                           | Wolfgang Murnberger              | Non candidato |
| 1996 | Die Ameisenstraße                                                    | Michael Glawogger                | Non candidato |
| 1997 | Hannah                                                               | Reinhard Schwabenitzky           | Non candidato |
| 1998 | Der Unfisch                                                          | Robert Dornhelm                  | Non candidato |
| 1999 | Die Siebtelbauern                                                    | Stefan Ruzowitzky                | Non candidato |
| 2000 | Nordrand - Borgo Nord (Nordrand)                                     | Barbara Albert                   | Non candidato |
| 2001 | Die Fremde                                                           | Götz Spielmann                   | Non candidato |
| 2002 | La pianista (La pianiste)                                            | Michael Haneke                   | Non candidato |
| 2003 | Gebürtig                                                             | Robert Schindel e Lukas Stepanik | Non candidato |
| 2004 | Free Radicals (Böse Zellen)                                          | Barbara Albert                   | Non candidato |
| 2005 | Antares                                                              | Götz Spielmann                   | Non candidato |
| 2006 | Niente da nascondere (Caché)                                         | Michael Haneke                   | Squalificato  |
| 2007 | Spiele Leben                                                         | Antonin Svoboda                  | Non candidato |
| 2008 | Il falsario - Operazione Bernhard (Die Fälscher)                     | Stefan Ruzowitzky                | Vincitore     |
| 2009 | Revanche - Ti ucciderò (Revanche)                                    | Götz Spielmann                   | Candidato     |
| 2010 | Ein Augenblick Freiheit                                              | Arash T. Riahi                   | Non candidato |
| 2011 | Non è ancora domani (La pivellina) (La pivellina)                    | Tizza Covi e Rainer Frimmel      | Non candidato |
| 2012 | Breathing (Atmen)                                                    | Karl Markovics                   | Non candidato |
| 2013 | Amour                                                                | Michael Haneke                   | Vincitore     |
| 2014 | Die Wand                                                             | Julian Pölsler                   | Non candidato |
| 2015 | Lo straniero della valle oscura - The Dark Valley (Das finstere Tal) | Andreas Prochaska                | Non candidato |
| 2016 | Ich seh, Ich seh                                                     | Veronika Franz e Severin Fiala   | Non candidato |
| 2017 | Vor der Morgenröte                                                   | Maria Schrader                   | Non candidato |
| 2018 | Happy End                                                            | Michael Haneke                   | Non candidato |
| 2019 | Waldheims Walzer                                                     | Ruth Beckermann                  | Non candidato |
| 2020 | Joy                                                                  | Sudabeh Mortezai                 | Squalificato  |
| 2021 | La vita che volevamo (Was wir wolten)                                | Ulrike Kofler                    | Non candidato |
| 2022 | Große Freiheit                                                       | Sebastian Meise                  | Short-list    |
| 2023 | Il corsetto dell'imperatrice (Corsage)                               | Marie Kreutzer                   | Short-list    |
| 2024 | Vera                                                                 | Tizza Covi e Rainer Frimmel      | Non candidato |
| 2025 | Des Teufels Bad                                                      | Veronika Franz e Severin Fiala   | Non candidato |

| Non candidato | Il film è stato proposto dall'Austria, ma non è stato candidato dall'Academy of Motion Picture Arts and Sciences. |
| Short-list    | Il film è entrato nella "short-list" stilata a gennaio dei nove candidati per l'Oscar al miglior film straniero.  |
| Candidato     | Il film è entrato a far parte dei cinque candidati per l'Oscar al miglior film straniero.                         |
| Vincitore     | Il film ha vinto l'Oscar al miglior film straniero.                                                               |